# Белый воротничок (телесериал)
«Бе́лый воротничо́к» (англ. White Collar) — американский телесериал о расследовании преступлений, которыми занимается отдел ФБР, именуемый «белыми воротничками». Сериал транслировался на телеканале USA Network с 23 октября 2009 года по 18 декабря 2014 года.

## Сюжет
Нил Кэффри, вор и мошенник, попадается ФБР после трёхлетней игры в кошки-мышки с агентом Питером Бёрком. Он приговаривается к 4 годам тюремного заключения, однако сбегает за 4 месяца до освобождения, чтобы вернуть свою возлюбленную Кейт Моро. Питер Бёрк, единственный, кто сумел его поймать, находит его снова. Нилу грозит ещё 4 года за побег, однако он предлагает помощь в расследовании преступлений, и ФБР заключает сделку. Нил выходит из тюрьмы и носит электронный браслет, ограничивающий радиус его передвижения, а взамен он помогает Бёрку расследовать преступления в отделе «белых воротничков».

## В ролях

### Главные герои
- Нил Кэффри (Мэтт Бомер) — бывший вор, аферист и мошенник[1]. Сел в тюрьму на 4 года, но сбежал на 4 месяца раньше, чтоб повидаться со своей девушкой Кейт Моро. Был снова схвачен, но помог раскрыть одно преступление другого мошенника, и поэтому был условно освобождён и нанят на должность консультанта по делам «белых воротничков». Галантен, умён и очень хитёр. Прекрасно разбирается в истории и предметах искусства.
- Питер Бёрк (Тим Дикей) — ведущий специальный агент ФБР, с 5-го сезона начальник отдела ФБР (Манхеттенское отделение), напарник Нила[2]. Именно он посадил его в тюрьму на 4 года. Видя, что Нил хочет исправиться, упросил начальство нанять его на должность консультанта. Является для Нила близким другом, и поэтому именно Питеру он доверяет сильнее всех, хотя склонен не рассказывать ему все свои секреты. Его можно назвать немного бюрократом, но он всегда готов выслушать необычные идеи Нила.
- Элизабет Бёрк (Тиффани-Амбер Тиссен) — жена Питера, организатор торжеств[3]. Хорошо относится к Нилу и часто имеет о нём лучшее мнение, чем Питер. Также имеет особую дружбу с Моззи, который называет её Миссис Галстук.
- Моззи (Уилли Гарсон) — лучший друг Нила, вор и мошенник, в детстве был вундеркиндом, теперь просто гений[4]. Имеет весьма таинственное прошлое, которое немного раскрывается в пятом сезоне.
- Сара Эллис (Хилари Бёртон) — страховой следователь, бывшая девушка Нила.
- Клинтон Джонс (Шариф Аткинс) — специальный агент ФБР. Довольно хорошо относится к Нилу, но иногда может поспорить с ним.
- Диана Бэрриган (Марша Томасон) — специальный агент ФБР. В отличие от Питера и Джонса, относится к Нилу с лёгкой неприязнью из-за его преступного прошлого. Является лесбиянкой, в первых четырёх сезонах состоит в отношениях с врачом по имени Кристи, но в итоге расстаётся с ней. В пятом сезоне с помощью искусственного оплодотворения родила сына, которого назвала в честь Моззи — Тео[5].

### Второстепенные персонажи
- Джун Элленберг (Дайан Кэрролл) — домовладелица Нила, вдова мошенника.
- Кейт Моро (Александра Даддарио) — бывшая возлюбленная и сообщница Нила.
- Лорен Круз (Натали Моралес) — младший специальный агент ФБР, временно заменявшая Диану в первом сезоне[6].
- Алекс Хантер (Глория Вотсис) — мошенница, подруга и бывшая любовница Нила.
- Мэттью Келлер (Росс МакКолл) — давний соперник Нила.
- Гаррет Фаулер (Ноа Эммерих) — специальный агент ФБР, основной антагонист первых двух сезонов.
- Риз Хьюс (Джеймс Ребхорн) — специальный агент ФБР.
- Винсент Адлер (Эндрю МакКарти) — финансист, охотящийся за сокровищами. Главный антагонист третьего сезона.
- Ребекка Лоу/Рэйчел Тёрнер  (Бриджит Риган) — бывший агент Mi5[7], бывшая возлюбленная Нила.

## Награды и номинации
Сериал был номинирован на премию «Выбор народа» в 2010 году в категории «Любимое ТВ пристрастие» и в категории «Любимая драма по кабельному телевидению» в 2011 году.

## Список серий

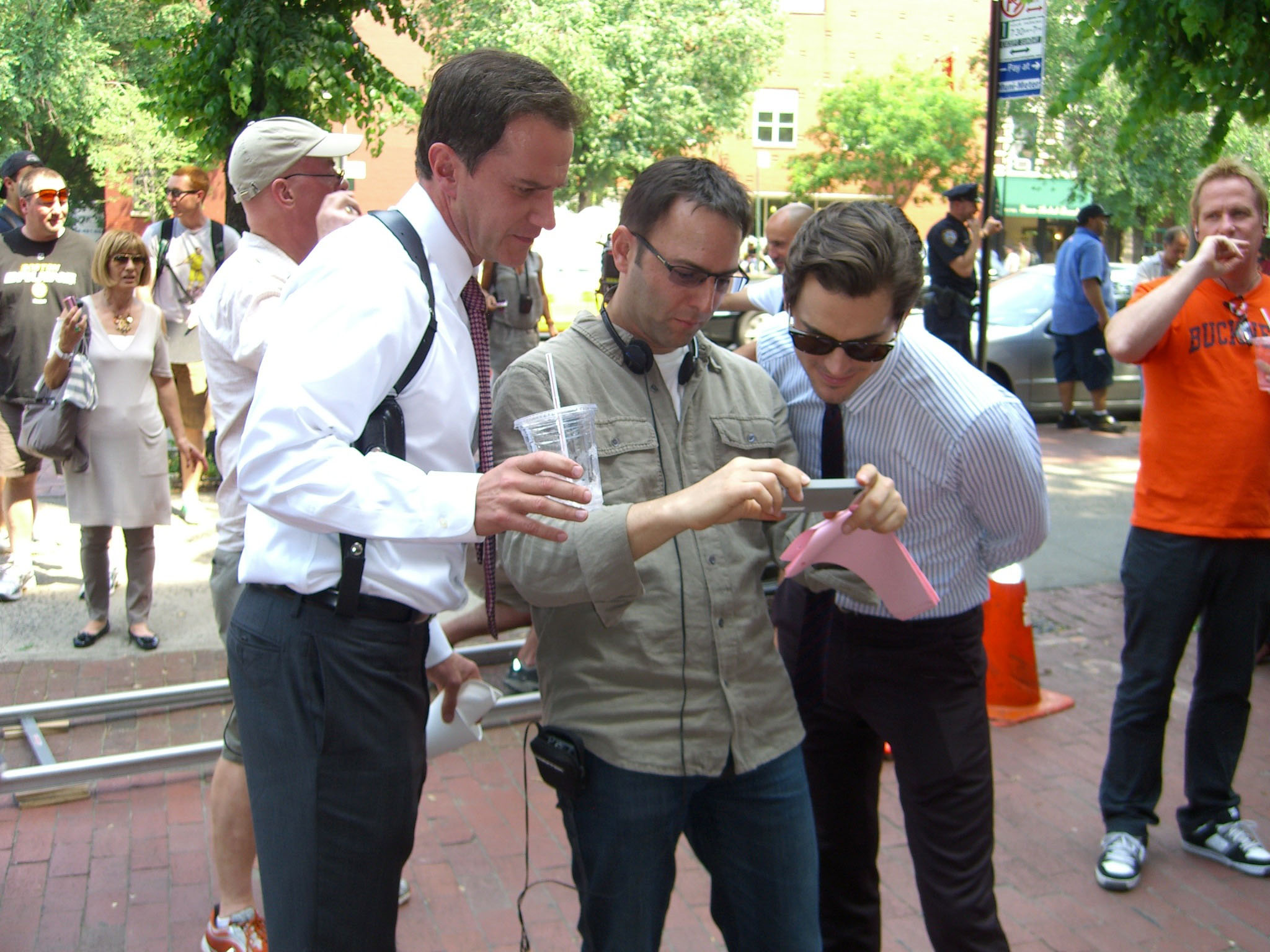
Звезды Тим Дикей (слева) и Мэтт Бомер (справа) 7 июня 2011 года во время съемок эпизода «В ожидании бури» третьего сезона

| Сезон | Серии | Серии | Даты показа     | Даты показа     |
| Сезон | Серии | Серии | Первая серия    | Последняя серия |
| ----- | ----- | ----- | --------------- | --------------- |
| 1     | 14    | 14    | 23 октября 2009 | 9 марта 2010    |
| 2     | 16    | 16    | 13 июля 2010    | 8 марта 2011    |
| 3     | 16    | 16    | 7 июня 2011     | 28 февраля 2012 |
| 4     | 16    | 16    | 10 июля 2012    | 5 марта 2013    |
| 5     | 13    | 13    | 17 октября 2013 | 30 января 2014  |
| 6     | 6     | 6     | 6 ноября 2014   | 18 декабря 2014 |